# NRG Astrodome
Pour les articles homonymes, voir Astrodome.
Le NRG Astrodome (auparavant appelé Reliant Astrodome, Houston Astrodome ou simplement The Astrodome, Harris County Domed Stadium et surnommé Astrodome ou Huitième merveille du monde) est un stade couvert à dôme, le premier stade du genre dans l'histoire, situé dans le Reliant Park à côté du Reliant Stadium à Houston, Texas. Il fut utilisé pour le football américain, le baseball, les rodeos et des concerts.
Aujourd'hui aucune équipe ne joue dans le stade. Les Astros de Houston de la MLB ont joué dans ce stade de 1965 jusqu'au 9 octobre 1999. Aujourd'hui, les Astros jouent dans le nouveau Minute Maid Park. Les Oilers de Houston de la NFL ont évolué à l'Astrodome de 1968 à 1997. La franchise déménagea alors dans le Tennessee, sous le nom de Titans du Tennessee. Les Houston Gamblers (USFL) y ont joué en 1984 ainsi que les Houston Energy (WPFL) entre 2002 et 2006 qui étaient une équipe de football américain féminin. Sa capacité est de 62 439 en configuration football américain, 54 816 places en configuration baseball et 70 000 pour les concerts et les événements spéciaux. Le Reliant Astrodome a plus de 1 860 mètres carrés d'espace de meeting et 119 suites (Sky Boxes).

## Histoire
La Major League Baseball s'est étendue à Houston en 1962 avec les Houston Colt .45s, qui plus tard ont été renommés Astros. Le temps subtropical imprévisible de Houston a rendu le baseball en extérieur difficile pour les joueurs et les spectateurs. Plusieurs franchises de baseball ont songé sur l'idée de construire des bâtiments couverts, des stades climatisés. L'ancien maire de Houston, Judge Roy Hofheinz, a trouvé l'inspiration pour ce qui deviendrait par la suite l'Astrodome alors qu'il était en excursion à Rome, où il a appris que les constructeurs du Colisée antique avaient installé un auvent rétractable, connu sous le nom de velarium, pour protéger des spectateurs du soleil romain.
Le premier stade couvert du monde a été conçu par Hofheinz, et dessiné par les architectes Hermon Lloyd & W.B. Morgan, et Wislon, Morris, Crain and Anderson, et Gustel R. Kiewitt. Il hérita d'ailleurs au Texas du surnom de huitième merveille du monde. La conception structurale a été exécutée par des ingénieurs de Walter P Moore Engineers and Consultants de Houston. Il a été construit par H.A. Lott, Inc. pour le Comté de Harris, Texas et son érection a coûté $35 millions USD. Il fait 18 étages de haut, couvrant 9 acres et demi. Le dôme a un diamètre de 216,4 mètres et le plafond est à 63,4 mètres au-dessus de la surface de jeu, qu'elle-même repose 7,6 mètres en dessous du niveau de la rue. Les travaux ont commencé le 3 janvier 1962. En dépit des innovations rendues nécessaire par la nouveauté de la conception, le dôme a été accompli en novembre 1964 soit six mois en avance sur le programme. Le 9 avril 1965, le premier match de baseball fut joué dans l'Astrodome, un match amical entre les Yankees et les Astros. Le stade fut officiellement inauguré le 12 avril 1965 avec le nom de Harris County Domed Stadium. Le stade avait des sièges orange et rouges, 53 "Sky Boxes" (suites) futuristes, et un tableau d'affichage de $2 millions USD diffusant des dessins animés, et des informations utiles (scores…) aux spectateurs.
Ce "Cookie cutter stadium" (stade multi-surface pouvant accueillir plusieurs sports : baseball, football américain et autres) a été conçu principalement pour le football et le baseball, il était presque circulaire et utilisait des tribunes inférieures mobiles. Des systèmes semblables ont été employées dans plusieurs autres stades (RFK Stadium, Shea Stadium, Veterans Stadium, Atlanta-Fulton County Stadium, Busch Memorial Stadium, Qualcomm Stadium, Riverfront Stadium, et Three Rivers Stadium).
Quand l'Astrodome fut ouvert, il utilisait une pelouse naturelle de type Bermuda grass comme surface de jeu. Le plafond du dôme était fait de nombreux carreaux en plastique semitransparent en polyméthacrylate de méthyle. Les joueurs se sont rapidement plaints que la lueur se dégageant des carreaux rendait presque impossible de voir et d'attraper les balles en vol, ainsi tous les carreaux ont été peints, ce qui a résolu le problème de la lueur mais a fait mourir l'herbe à cause du manque de lumière du soleil. Pour la majeure partie de la saison 1965, les Astros ont joué sur une herbe morte.
La solution était d'installer un nouveau type de gazon artificiel sur le terrain, ChemGrass, qui est devenu AstroTurf. À cause du faible approvisionnement en AstroTurf à l'époque, seulement une quantité limitée était disponible pour le match d'ouverture à domicile de la saison le 8 avril 1966 contre les Dodgers de Los Angeles. Il n'y en avait pas assez pour tout le champ extérieur, mais suffisamment pour couvrir l'avant-champ. Le champ extérieur est resté sans AstroTurf jusqu'à la pause du match des étoiles. L'équipe a été envoyée en voyage prolongé avant la pause. Au retour, le 19 juillet 1966, l'AstroTurf avait été installé au champ extérieur et le terrain était prêt pour y jouer un match.
En 1968, le numéro 1 UCLA Bruins a joué contre le numéro 2 Houston Cougars devant une foule de 52.963 spectateurs - la plus grande affluence de l'histoire pour un match de basket-ball. Houston a défait UCLA 71-69 derrière un effort de marquage de 39 points par Elvin Hayes. La victoire de Houston dans ce match a brisé la série des 47 matchs gagnés par UCLA. En conséquence, ce match particulier a été considéré par beaucoup comme le "Game of the Century" (match du siècle).

### Rénovations
L'Astrodome était bien connu pour son tableau d'affichage grand comme quatre étages, composé de milliers d'ampoules, qui ont composé des animations jusqu'à sa suppression vers la fin des années 1980. Cette perte a été provoquée par des menaces du propriétaire des Oilers Bud Adams qui voulait déplacer son équipe de football américain à Jacksonville en Floride, à moins que la capacité de l'Astrodome ne soit augmentée. La ville a cédé à ses demandes. Le comté de Harris a dépensé $67 millions USD de fonds publics en rénovations. Le célèbre tableau d'affichage a été enlevé et approximativement 15 000 nouveaux sièges ont été installés pour amener la capacité totale à plus de 60 000 places. Le 5 septembre 1988, une célébration finale a eu lieu pour commémorer le tableau d'affichage légendaire. En automne 1989, le projet de l'expansion a agrandi la capacité du stade en prolongeant les tribunes supérieures dans le hors-champ, 66 nouvelles « Sky Boxes » (suites) au Club Level furent ajoutées et quatre colonnes cylindriques ont été construites en dehors du dôme, logeant les rampes piétonnières.

### Histoire récente

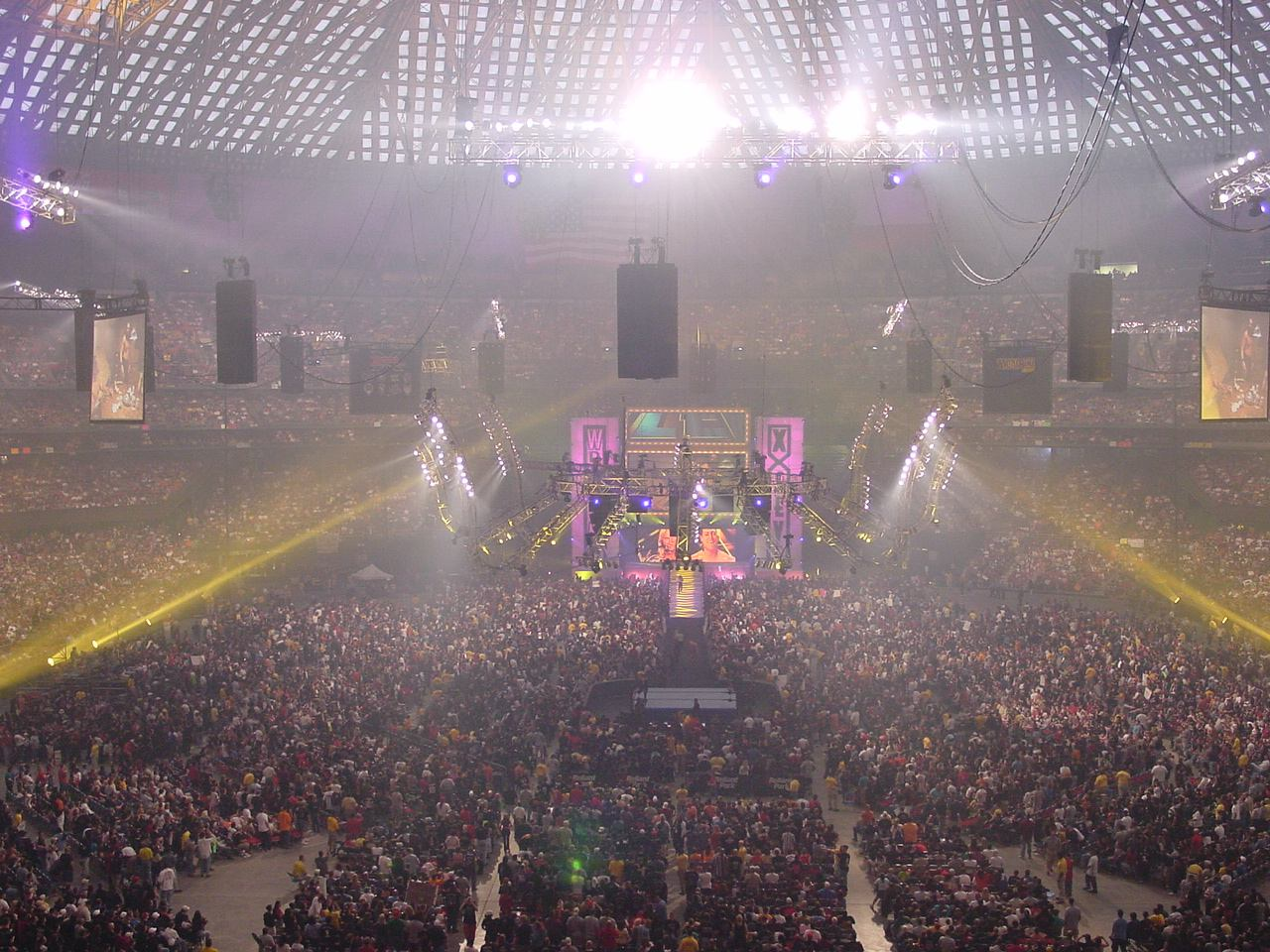
Les 67,925 spectateurs du WrestleMania X-Seven (2001)

La Republican National Convention de 1992 a été tenue à l'Astrodome entre le 17 et 20 août de cette année.
L'Astrodome a commencé à montrer son âge dans les années 1990. Le propriétaire des Oilers de Houston Brian Adams a publié une nouvelle liste de demandes, cette fois pour un stade complètement nouveau, mais la ville de Houston a refusé de financer une telle entreprise. Après des années de menaces, Adams a déplacé l'équipe au Tennessee en 1996. Durant ce temps les Astros ont également menacé de quitter la ville à moins qu'un nouveau stade de baseball ne soit construit. Les Houstoniens ont approuvé cette fois, et le Enron Field à toit rétractable (maintenant connu sous le nom de Minute Maid Park et 'The Juice Box') a été érigé dans le centre de Houston en 2000. Les Astros ont joué leur dernier match dans le dôme le 9 octobre 1999. La société Reliant Energy a acheté les droits d'appellation du bâtiment en 2000 et il est devenu le Reliant Astrodome.
Une des plus grandes affluences dans l'histoire de l'Astrodome a eu lieu en 1995 quand la superstar de la musique Tejano, Selena, et son groupe Los Dinos ont produit un concert lors du Houston Livestock and Rodeo Show dans un stade plein, attirant plus de 64 000 spectateurs. C'était également le dernier concert de Selena, car elle a été tuée le 31 mars 1995 par Yolanda Saldívar. La plus grande affluence de l'Astrodome s'est produite lors du WrestleMania X-Seven en 2001, établissant un nouveau record pour le stade à 67 925 spectateurs.
L'Astrodome a été joint par un nouveau voisin en 2002, le Reliant Stadium, qui a été construit pour loger la nouvelle franchise NFL de Houston, les Texans de Houston. Le Houston Livestock Show and Rodeo s'est déplacé dans le nouveau stade en 2003, laissant l'Astrodome sans aucun locataire principal. Le dernier concert produit à l'Astrodome était George Strait & the Ace le 3 mars 2002 avec un record d'affluence absolu de 68,266 spectateurs. Bien qu'un certain nombre d'Houstoniens veuillent que l'Astrodome soit démoli d'ici 2009 ou 2010 afin de le remplacer par un grand parc de stationnement pour les autres structures du Reliant Park, le conseil municipal a rejeté cette proposition pour plusieurs raisons. Elles sont que la démolition du dôme pourrait nuire au développement dense qui l'entoure aujourd'hui étroitement. (En outre, étant le premier stade couvert du monde, des défenseurs de l'histoire peuvent aussi s'opposer à sa destruction et en faire un monument, de plus il ne serait pas inclus sur le National Register of Historic Places en étant démoli).
La candidature de Houston pour accueillir les Jeux olympiques d'été de 2012 avait proposé de rénover l'Astrodome pour en faire un Stade olympique. Houston est devenu l'un des qualifiés aux finales des candidatures de l'United States Olympic Committee, mais l'organisation a choisi New York en tant que ville candidate; les jeux ont finalement été attribués à Londres par le Comité international olympique.
L'Astrodome a été classé 134e dans le "America's Favorite Architecture" de l'American Institute of Architects, il est classé dans les 150 projets architecturaux principaux préférés en Amérique en 2007.

### Ouragan Katrina

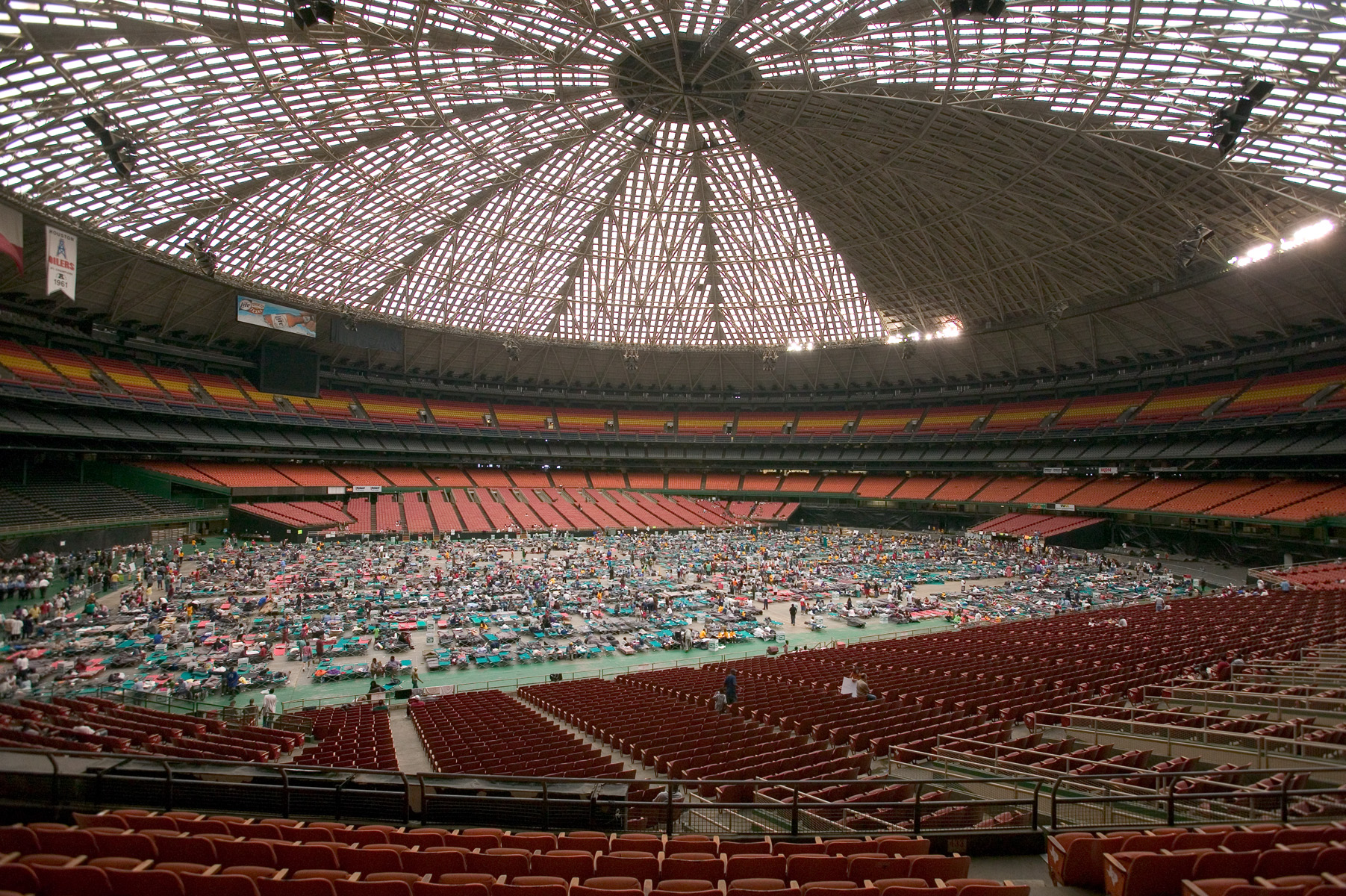
Les réfugiés

Le 31 août 2005, à la suite de l'ouragan Katrina, le Harris County Department of Homeland Security and Emergency Management et l'État de la Louisiane sont parvenus à un accord pour permettre à au moins à 25 000 évacués de La Nouvelle-Orléans, particulièrement ceux qui ont été abrités dans le Louisiana Superdome, de se déplacer à l'Astrodome jusqu'à ce qu'ils pourraient retourner à leur maison. L'évacuation a commencé le 1er septembre. Tous les événements programmés pour les quatre derniers mois de 2005 à l'Astrodome ont été décommandés. Cependant, par la suite les dirigeants ont déclaré que le Reliant Astrodome était plein de 13 000 personnes et ne pourrait pas accepter les évacués additionnels du désastre. Les évacués supplémentaires ont été répartis dans tout le complexe du Reliant Park dont la Reliant Arena comprenant 3 000 évacués et 8 000 au Reliant Center.
Le complexe entier du Reliant Park a été vidé de ses évacués le 17 septembre 2005. L'Astrodome n'a aucune autre utilisation courante, hormis une poignée de conférences. À l'origine il était prévu que le stade devait abriter des évacués jusqu'à décembre. Cependant, les parkings environnants étaient nécessaires pour le premier match à domicile des Texans de Houston. Des arrangements ont été faits pour aider les évacués à trouver des logements à Houston et ailleurs dans le pays. Pour le 16 septembre 2005, le reste des évacués vivant dans l'Astrodome avait été déplacés dans la Reliant Arena voisine ou à un logement permanent. Le 20 septembre 2005, les évacués restants ont été replacés en Arkansas à cause de l'ouragan Rita.

## Événements
- Houston Livestock Show and Rodeo, 1966 à 2003
- « Bataille des sexes » entre Bobby Riggs et Billie Jean King, 20 septembre 1973
- Republican National Convention, 17-20 août 1992
- WrestleMania X-Seven, 1er avril 2001
- NBA All-Star Game 1989, 12 février 1989
- Match des étoiles de la Ligue majeure de baseball 1968, 9 juillet 1968
- Match des étoiles de la Ligue majeure de baseball 1986, 15 juillet 1986
- Houston Bowl (GalleryFurniture.com Bowl), 2000 et 2001
- Bluebonnet Bowl, 1968 à 1984 et 1987
- Astro Grand Prix, 1969
- Concerts de Jackson Five les 9 et 10 novembre 1984 dans le cadre de leur Victory Tour (80 000 spectateurs)
- Concert de Madonna (Who's That Girl Tour), 24 juillet 1987
- Dernier concert de Selena, février 1995

## Galerie

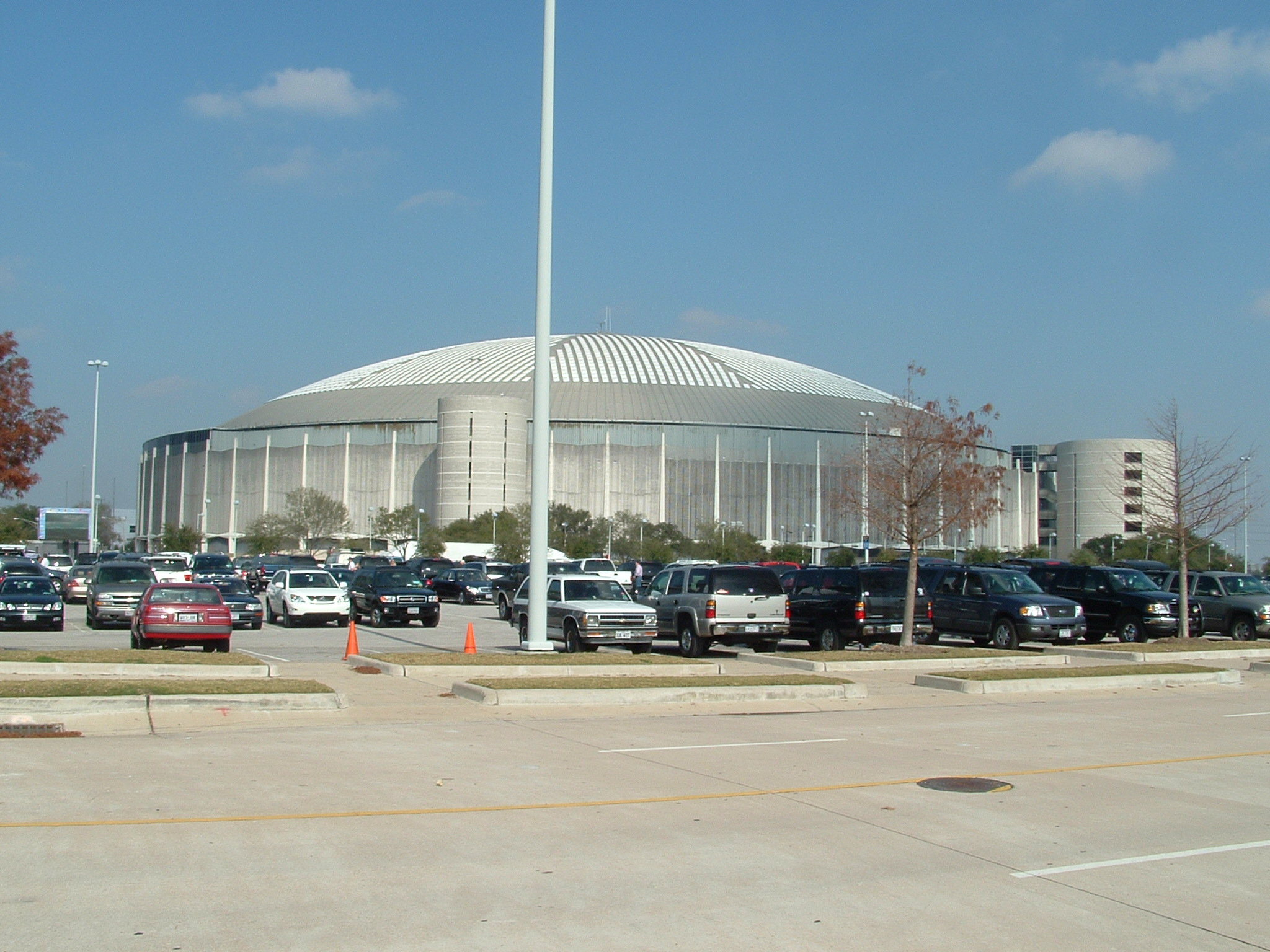
Astrodome
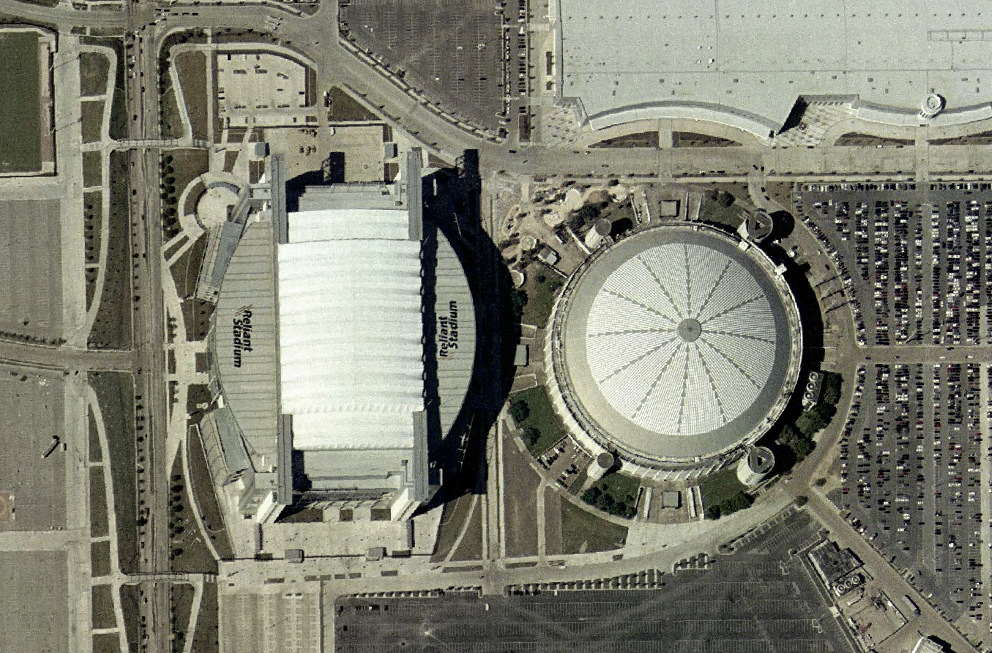
Image satellite de l'Astrodome à côté du Reliant Stadium (à gauche)
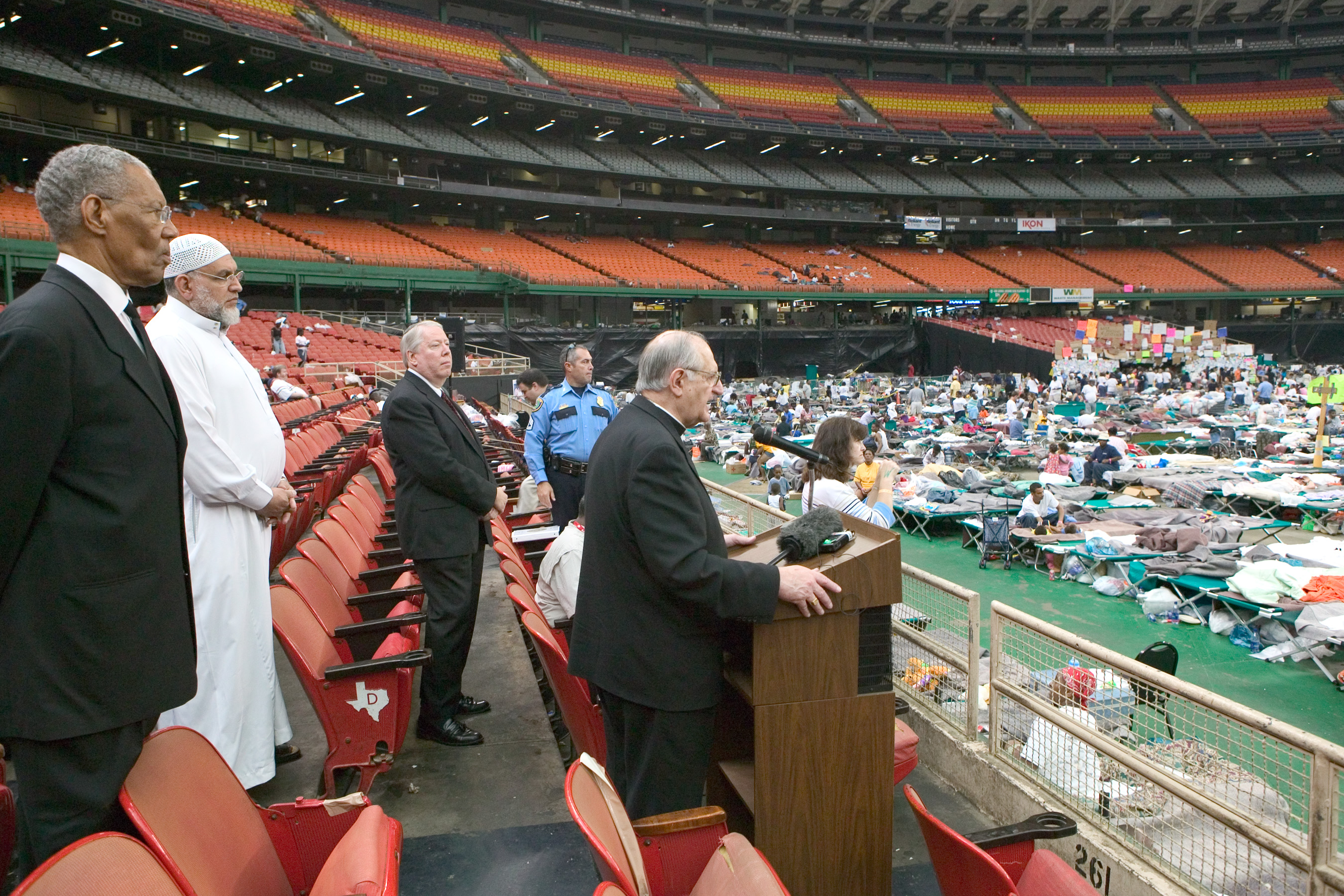
Après Katrina
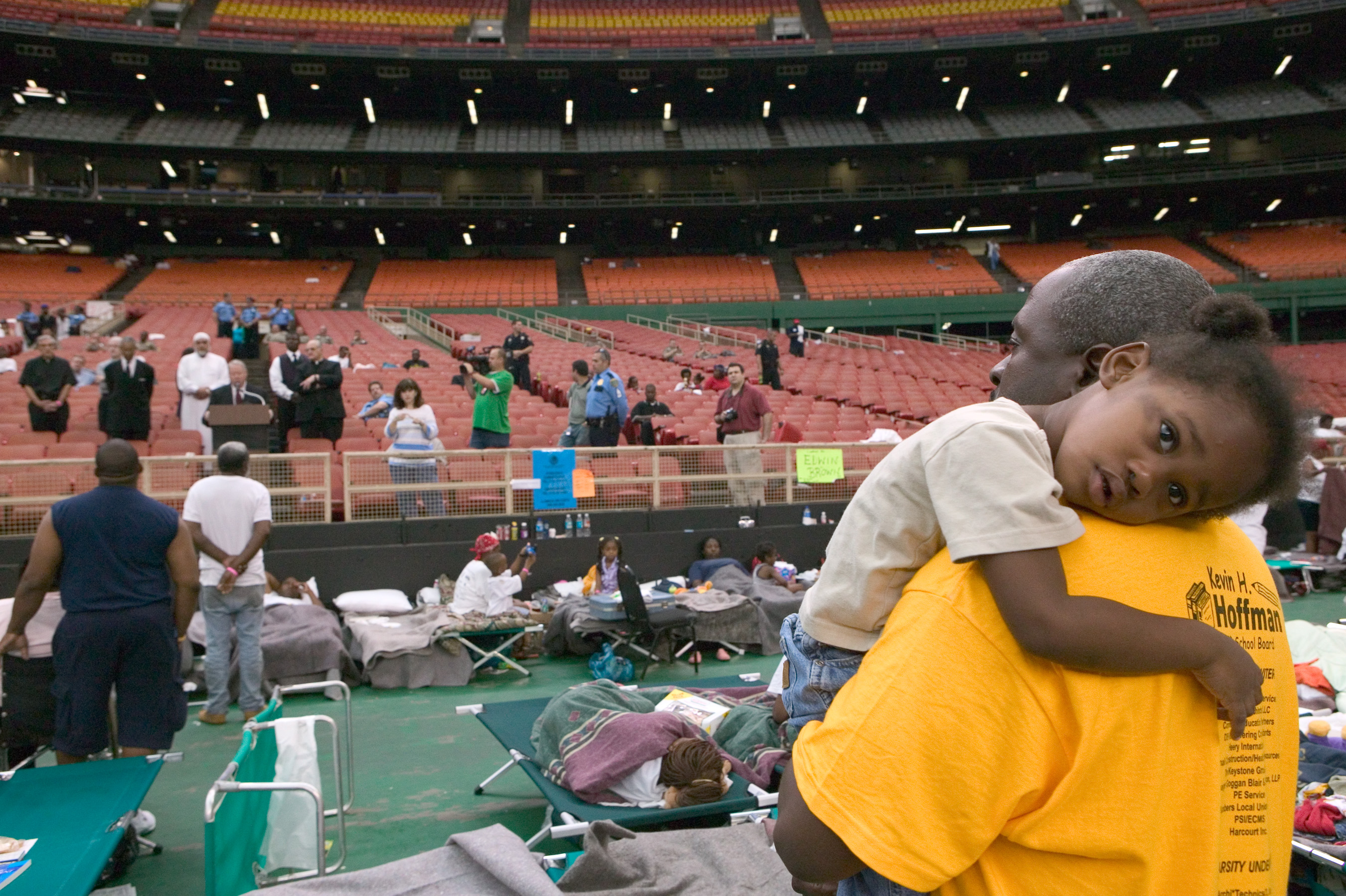
Réfugiés de l'ouragan Katrina s'abritant dans le stade
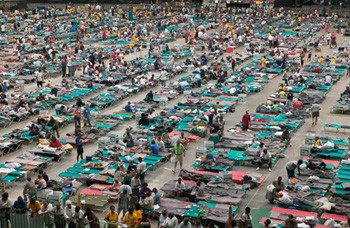
Les réfugiés
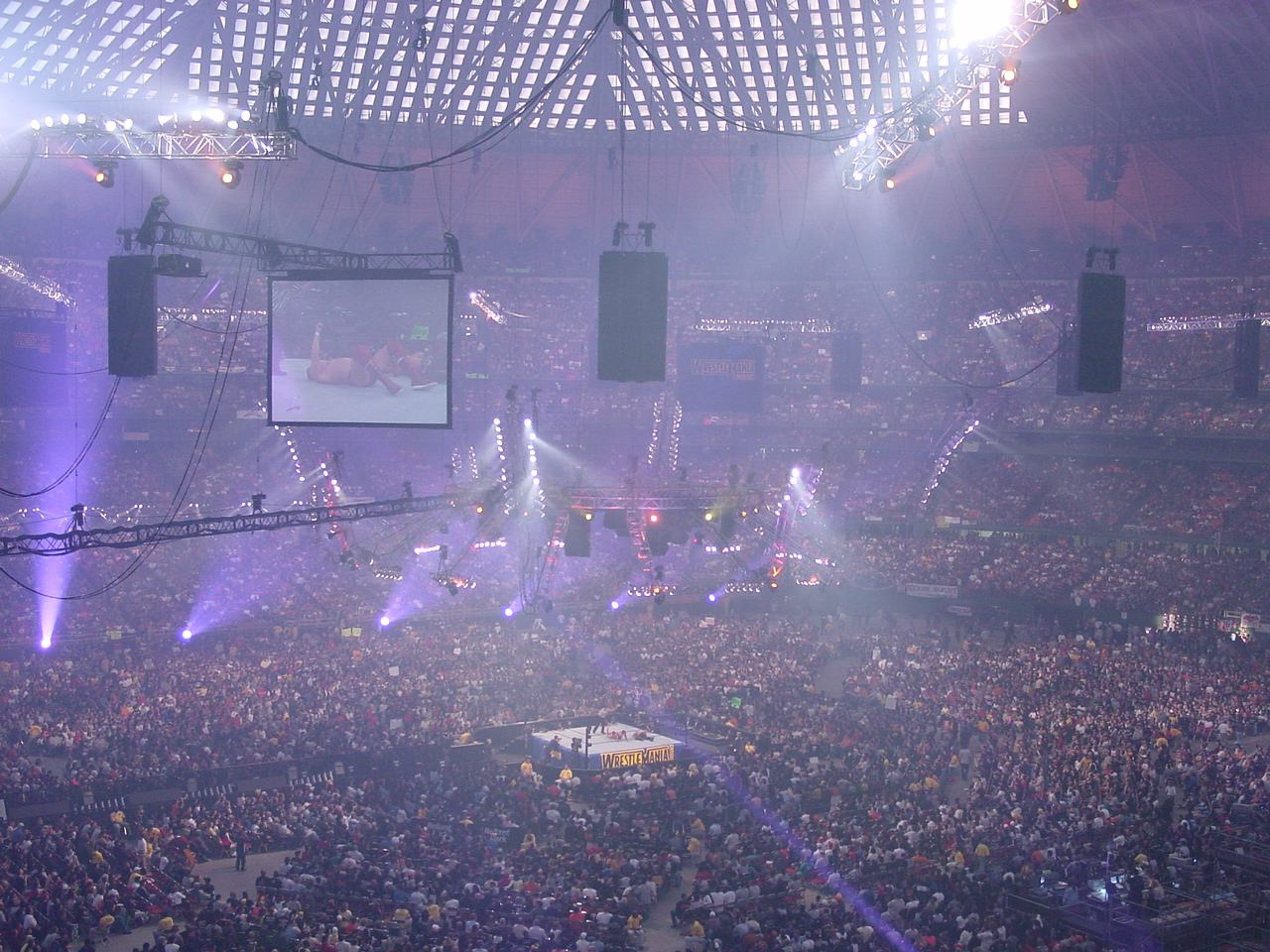
WrestleMania X-Seven